# Главный вокзал (Вена)
Главный вокзал Вены (нем. Wien Hauptbahnhof), столицы Австрии расположен на севере района Фаворитен, на крупной транспортной магистрали Гюртель. Открыт 10 октября 2014 года (частично начал работу еще в декабре 2012), после семи лет строительства. Заменил находившийся на этом же месте Южный вокзал.
С 13 декабря 2015 года, даты начала функционирования вокзала в полном объеме, все дальние поезда Австрийских федеральных железных дорог, проходящие через Вену, останавливаются на Главном вокзале. Таким образом, впервые в своей истории Вена получила центральный вокзал.
Вокзал доступен по первой линии венского метро, а также по нескольким линиям городского трамвая и автобуса.